# 誘電率
誘電率（ゆうでんりつ、英語: permittivity）は物質内で電荷とそれによって与えられる力との関係を示す係数である。電媒定数ともいう。各物質は固有の誘電率をもち、この値は外部から電場を与えたとき物質中の原子（あるいは分子）がどのように応答するか（誘電分極の仕方）によって定まる。

## 定義
電束密度を D、電場の強度を E として、誘電率は
{\displaystyle \varepsilon ={\frac {\partial {\boldsymbol {D}}}{\partial {\boldsymbol {E}}}}}
で定義される。電束密度と電場の強度の間に線形関係を仮定すれば
{\displaystyle {\boldsymbol {D}}=\varepsilon {\boldsymbol {E}}}
と表される。誘電率は一般にテンソルになるが、等方性を仮定すればスカラーとなる。

### 真空中
特に真空においては等方かつ線形関係が成り立ち
{\displaystyle {\boldsymbol {D}}=\varepsilon _{0}{\boldsymbol {E}}}
と表される。比例係数 ε0 は電気定数（真空の誘電率）と呼ばれる物理定数である。

### 比誘電率
誘電率を電気定数で無次元化した
{\displaystyle \kappa =\varepsilon /\varepsilon _{0}}
は比誘電率と呼ばれる。

## 誘電体
誘電率は電磁場の下での誘電体の応答を表す物性量の一つである。誘電体が電磁場の中に置かれたとき、その内部には誘電分極が生じる。一般には誘電分極は電磁場の履歴にも依存する複雑な関数であるが、誘電率を考えるときは局所的に依存するものと考える。
外部電場の中に誘電体を置くと、外部電場からの静電気力を受けて誘電体を構成する原子核や電子の平均的な位置が元の位置からわずかに移動する。これが誘電分極である。
外部電場を E0 とし、誘電体を構成する全ての原子核と電子が作る電場の強度を EP とすると、全体の電場の強度は重ね合わせにより
{\displaystyle {\boldsymbol {E}}={\boldsymbol {E}}_{0}+{\boldsymbol {E}}_{P}}
となる。分極による電場 EP は外部電場 E0 を弱める方向に生じるため、誘電体の内部の電場の強度は、誘電体がなかった場合に比べると小さくなる。
一方、誘電体が帯電していなければ、電束密度は誘電体の存在によって変化しないので
{\displaystyle {\boldsymbol {D}}=\varepsilon _{0}{\boldsymbol {E}}_{0}=\varepsilon _{0}({\boldsymbol {E}}-{\boldsymbol {E}}_{P})}
となる。誘電体内部の電場の強度は小さくなるが電束密度は変わらないので、比誘電率は1より大きくなる。
誘電分極の程度を表す物理量
{\displaystyle {\boldsymbol {P}}={\boldsymbol {D}}-\varepsilon _{0}{\boldsymbol {E}}}
を導入したとき、誘電分極 P の電場の強度 E による微分によって定められる電気感受率は
{\displaystyle \chi ={\frac {1}{\varepsilon _{0}}}{\frac {\partial {\boldsymbol {P}}}{\partial {\boldsymbol {E}}}}={\frac {\varepsilon -\varepsilon _{0}}{\varepsilon _{0}}}}
となり、誘電率によって表される。

## 誘電関数
電場の変動が速い場合には、分極の時間的なずれが大きくなって履歴効果が無視できず、誘電率が定数にはならない。空間的な局所性を仮定すれば、履歴効果は畳み込みの形で
{\displaystyle {\boldsymbol {D}}(t)=\int _{-\infty }^{t}\varepsilon (t-\tau )\,{\boldsymbol {E}}(\tau )\,d\tau }
と表わされる。積分区間が τ < t となっているのは因果律によるもので、時間 t より過去の電場によって決まることを表している。このことは積分核がヘヴィサイドの階段関数 θ を用いて
{\displaystyle \varepsilon (t)=k(t)\,\theta (t)}
の形をしていることを意味する。
周期的に変動する電場の下ではフーリエ変換により周波数領域に移ることで畳み込みは
{\displaystyle {\boldsymbol {D}}(\omega )=\varepsilon (\omega )\,{\boldsymbol {E}}(\omega )}
で表わされる。誘電率は周波数 ω の関数である誘電関数として記述される。
なお、誘電関数が周波数に依存しない定数関数であるときは、フーリエ変換により時間領域に戻った時に積分核 ε(t) がインパルス的であり、τ = t の部分が取り出されて前述の誘電率と一致する。
誘電関数は一般に複素関数となるため複素誘電率とも呼ばれる。誘電関数の実部は誘電分極の大きさと電場との位相差を与えており、虚部は電気伝導やバンド間遷移による誘電損失を与えている。因果律からクラマース・クローニッヒの関係式が成り立ち、実部と虚部が関係付けられる。
物質の誘電関数を調べることで、その物質の電子物性や光物性に関する多くの情報を得ることができる。誘電関数は複素屈折率の二乗で求められ、これは光吸収スペクトルの測定から得ることができる。また電子エネルギー損失分光（EELS）の測定は損失関数を与える。